# Chloracidobacterium thermophilum
Chloracidobacterium thermophilum é uma espécie de bactéria descoberta em um lago no Parque Nacional Yellowstone por cientistas da Universidade Estadual de Montana.
Dados metagenômicos dos tapetes microbianos fototróficos de fontes termais siliciosas alcalinas no Parque de Yellowstone revelaram a existência dessa bactéria fototrófica sintetizadora de uma bacterioclorofila (BChl) distinta.
Até então, eram conhecidos cinco filos bacterianos com membros capazes de fototrofia baseada em clorofila.

## Descrição
Cab. thermophilum é uma bactéria gram-negativa, aeróbica, em forma de bastonete. Tem 2,5 mícrons de comprimento e cerca de 0,7 mícrons de diâmetro. É um fotoheterotrófico anoxigênico, que cresce na presença de luz, carbono orgânico e oxigênio em ambiente de temperatura moderada (50-66º C) e alcalino (pH 8,5).